# Trehörna landskommun
Trehörna landskommun var en tidigare kommun i Östergötlands län.

## Administrativ historik
När 1862 års kommunalförordningar trädde i kraft inrättades i Sverige cirka 2 500 kommuner. Huvuddelen av dessa var landskommuner (baserade på den äldre sockenindelningen), vartill kom 89 städer och åtta köpingar. Då inrättades i Trehörna socken i Lysings härad i Östergötland denna kommun. 
1 januari 1905 (enligt beslut 30 april 1904) överfördes till Trehörna landskommun från Rinna landskommun i Göstrings härad hemmanen Bjärsjö nr 1, Finnarp nr 1, Göteryd nr 1-2, Kättestorp nr 1, Nyarp nr 1, Skrångstorp nr 1, Stutarp nr 1 samt torpen Jägersborg nr 1, Klämmesmålen och Backen och ängen Slättmossen eller Klämmesmålen.
Vid kommunreformen 1952 uppgick denna  i Alvastra landskommun som 1969 uppgick i Ödeshögs landskommun som 1971 ombildades till Ödeshögs kommun.

## Politik

### Mandatfördelning i Trehörna landskommun 1938–1946
| 16 | 4 |

| 18 |

| 8 | 12 |

| 18 |

| 8 | 8 | 3 | 1 |

| 20 |